# Ángel Rodríguez (argentyński bokser)
Angel Rodríguez (ur. w 1891, zm. w 1974) – argentyński bokser, uczestnik Igrzysk Olimpijskich 1920.
Podczas Igrzysk Olimpijskich w Antwerpii w 1920 roku uczestniczył w turnieju bokserskim w wadze piórkowej. Zawodnik odpadł już w pierwszej rundzie i został sklasyfikowany na 16. pozycji. Angel Rodríguez był jedynym sportowcem reprezentującym Argentynę na igrzyskach w 1920 roku.